# 도리고에 메구미
도리고에 메구미(일본어: 鳥越 恵, 1976년 4월 28일~)는 일본의 은퇴한 여자 축구 선수이다.

## 국가대표팀 경력
그녀는 1999년 AFC 여자 축구 선수권 대회에 참가할 일본 국가대표팀에 발탁되었으며, 11월 8일 태국와의 경기에서 데뷔했다. 그녀는 2001년까지 국제 A매치 8경기에 출전했다.

## 통계
| 일본 | 일본 | 일본 |
| 연도 | 출전 | 득점 |
| ---- | ---- | ---- |
| 1999 | 5    | 0    |
| 2000 | 2    | 0    |
| 2001 | 1    | 0    |
| 통산 | 8    | 0    |